# Giovanni Barrella
Giovanni Barrella (Milán, 30 de noviembre de 1884-Erba, 23 de septiembre de 1967) fue un escritor, profesional del cine y pintor italiano.

## Biografía
Su padre era mayor de la Infantería Napoleónica y estudió Bellas Artes. Trabajó para el Teatro Argentina de Roma y la Compagnia Lombarda de  Alberto Colantuoni y en 1931 fundó otra compañía teatral con Paolo Bonecchio. También publicó poemarios y obras teatrales.

## Filmografía destacada
- 1912: Le dame nere
- 1951: Incantesimo tragico